# N-11 (Next Eleven)

N-11-landen in rood. Van links naar rechts: Mexico, Nigeria, Egypte, Turkije, Iran, Pakistan, Bangladesh, Indonesië, Vietnam, Zuid-Korea, Filipijnen

De N-11 (of 'Next Eleven') zijn elf landen — Bangladesh, Egypte, Indonesië, Iran, Mexico, Nigeria, Pakistan, Filipijnen, Zuid-Korea, Turkije en Vietnam — die door Goldman Sachs zijn gekenmerkt als hebbend een grote kans om, samen met de BRIC-landen, 's werelds grootste economieën van de 21ste eeuw te worden. De bank koos deze landen met alle veelbelovende vooruitzichten voor investeringen en toekomstige groei, op 12 december 2005.
De criteria die Goldman Sachs gebruikte waren macro-economische stabiliteit, politieke rijpheid, openheid van het handel- en investeringsbeleid, en kwaliteit van het onderwijs. De N-11-notitie is een vervolg op de publicatie van Jim O'Neill van de bank uit 2001 over de vier opkomende BRIC-economieën, Brazilië, Rusland, India en China, 'Building Better Global Economic BRICs'.
In 2015 bleken deze landen economisch minder florissant dan verwacht.